# Имеретинский, Александр Константинович
Светлейший князь Алекса́ндр Константи́нович Имере́тинский (Багратио́н-Имере́тинский; 24 декабря 1836 (5 января 1837) — 1900) — русский генерал-адъютант, генерал от инфантерии (30.08.1891), член Государственного совета. Начальник штаба войск гвардии и Петербургского военного округа (1879—1881), член Верховной распорядительной комиссии (1880), начальник Главного военно-судного управления и главный военный прокурор (1881—1891), командующий войсками Варшавского военного округа и варшавский генерал-губернатор (1897—1900). Внук царя Имеретии Давида II.

## Биография
Родился в Москве  24 декабря 1836 года в семье генерал-майора Константина Давидовича (1789—1844) и его жены Екатерины Сергеевны Страховой (1819—22.10.1875; умерла от водянки). Крещен 3 января 1837 года в церкви Пимена Великого, что в Старых Воротниках при восприемстве дяди генерал-майора Ивана Сергеевича Страхова и вдовы Екатерины Петровны Ладыженской. Кроме Александра, у его отца были ещё дети (от трёх браков): Георгий (1809—1819), Нина (замужем за генералом И. М. Андронниковым), Константин (1827—1885), Николай (1830—1894, генерал-лейтенант), Мария (замужем за сенатором М. А. Остроградским).
Образование получил в Пажеском корпусе, из которого 11 июня 1855 года выпущен прапорщиком в лейб-гвардии Конно-пионерный дивизион. 31 января 1857 года произведён в поручики и, по собственному желанию, перешёл на службу в 14-й Грузинский гренадерский полк, с которым принял участие в покорении Чечни и Дагестана.
29 апреля 1858 года произведён в штабс-капитаны и по семейным обстоятельствам вышел в отставку. В 1859 году вернулся на службу в чине подпоручика и был снова зачислен в лейб-гвардии Конно-пионерный дивизион; в декабре того же года поступил в Николаевскую академию Генерального штаба, которую окончил в 1861 году, и с производством в штабс-капитаны (25 декабря) назначен в штаб Гвардейского корпуса.
В качестве офицера Генерального штаба принял участие в усмирении польского мятежа; 4 июля 1863 года за отличие произведён в капитаны. Качества Имеретинского как образованного и храброго офицера были оценены наместником царства Польского, графом Бергом, который приблизил его к себе, сделав начальником штаба Варшавского военного округа; 30 августа 1864 года Имеретинский был произведён в полковники и утверждён в занимаемой должности. Пожалованный 10 июня 1867 года званием флигель-адъютанта, Имеретинский 30 августа 1869 года был произведён в генерал-майоры с зачислением в Свиту. Внеслужебное столкновение его с преемником графа Берга генералом П. Е. Коцебу приостановило на время блестящую карьеру Имеретинского, который покинул должность начальника окружного штаба ради соблюдения своего личного и семейного достоинства и с августа 1875 года находился в заграничном отпуске. 7 июня 1876 года он был назначен помощником герцога Георгия Мекленбург-Стрелицкого по званию инспектора стрелковых батальонов.
С объявлением войны Турции Имеретинский был отправлен в Белград для наблюдения за военными приготовлениями Сербии, но так как разрыв её с Турцией замедлился, то Имеретинский в июне 1877 году вернулся и был назначен состоять при Главной квартире императора Александра II. После бомбардировки Никополя, Имеретинский в рядах авангарда Ф. Ф. Радецкого переправился через Дунай. После этого император возложил на Имеретинского наблюдение за 2-м штурмом Плевны. Получив приказание говорить «всю правду», Имеретинский при личном докладе государю с прямодушной откровенностью изложил причины неудачного исхода боя: несоображение наших сил с силами противника, отсутствие единства в командовании, пререкания между начальниками отдельных отрядов, недостаточная подготовка штурма артиллерийским огнём, слабая разведка и недостатки по снабжению войск боевыми припасами и провиантом. В этом же докладе Имеретинский противопоставил вялости и нерешительности генералов, командовавших отдельными отрядами, разумную распорядительность и личную храбрость М. Д. Скобелева, не пользовавшегося расположением придворно-военных кругов, и тем проявил большое гражданское мужество и беспристрастие. За 2-ю Плевну Имеретинский получил 25 июля золотую шашку с надписью «За храбрость».
Когда на театр войны была вызвана гвардия, Имеретинскому было объявлено, что он получит начальствование над одной из гвардейских дивизий, но назначение это не состоялось, и Имеретинский 3 августа получил в командование 2-ю пехотную дивизию. Когда решено было овладеть Ловчей и с этой целью был сформирован особый отряд (2-я пехотная дивизия, 1-я бригада 3-й пехотной дивизии, стрелковая бригада, 10 батарей и 2 казачьих полка), Имеретинский был назначен начальником его, а в помощь ему, по личной его просьбе, дан был Скобелев. 22 августа после 12-часового боя Ловча была взята штурмом, и 5 сентября Имеретинский награждён орденом св. Георгия 4-й степени.
В воздаяние за отличие, оказанное при занятии г. Ловчи в августе 1877 года
Князь донес, однако, что «героем дня был Скобелев 2-й». Также Имеретинский был произведён 1 сентября в генерал-лейтенанты.
В дальнейших операциях под Плевной отряд Имеретинского действовал на крайнем левом фланге против Кришинских редутов, но, будучи противником нового штурма Плевны, Имеретинский командовал им номинально, предоставив распоряжение Скобелеву, и бескорыстно поддерживал его в день 3-й Плевны, посылая одно подкрепление за другим.
Когда под Плевну, для руководства её блокадой был вызван Тотлебен, последний избрал Имеретинского начальником штаба отряда обложения. Князь Карл Румынский, начальствовавший войсками, собранными под Плевной, вполне одобрил этот выбор, отозвавшись в одном письме об Имеретинском, что победитель Ловчи — «высоко образованный, приятный человек, пользующийся заслуженной славою как офицер генерального штаба». На долю Имеретинского по новой его должности выпала трудная задача — импровизировать штаб. По отзыву Тотлебена, князь отлично справился с этой задачей: «В короткое время организовал штаб; состав его был замечательный; он, под руководством князя, работал день и ночь, имея в виду успех дела. Порядок, столь необходимый после расстройства войск от страшных потерь в предшествовавших штурмах, был введен по всем частям, и продовольствие, сколь возможно, обеспечено; командиры корпусов и начальники отдельных отрядов получали своевременно все директивы». Работа была огромная, сложная и ответственная, но «никто терпеливее Имеретинского», по отзыву очевидца С. С. Татищева, «не переносил холода, ненастья и лишений, сопряженных со стоянкою в опустошенной избе, в глухую и ненастную осень. Пример его вдохновлял и воодушевлял всех». Тотлебен считал Имеретинского «незаменимым помощником», и в день падения Плевны (29 ноября) Имеретинский получил из рук Александра II орден св. Георгия 3-й степени
В награду мужества, храбрости и распорядительности, оказанных при обложении Плевны и взятии с боя её укреплений
По расформировании отряда обложения Плевны Тотлебен был назначен начальником Рущукского отряда, а Имеретинский — начальником штаба его, но так как цесаревич Александр Александрович отказался оставить командование своим отрядом до конца войны, то Тотлебен и Имеретинский остались при отряде в качестве «гостей».
Когда же Тотлебен был отозван в Санкт-Петербург, Имеретинский получил предложение занять должность начальника тыла армии. Но назначение это не состоялось, как и назначение послом в Турцию, окончательно решённое по заключении мира. Последнему помешало назначение главнокомандующим армией, остававшейся ещё в Турции, Тотлебена, который поставил условием приемлемости этого поста назначение к нему начальником штаба Имеретинского, который и пожертвовал для пользы дела блестящим и более спокойным постом посла. На долю Имеретинского снова выпали огромные труды по организации возвращения армии в Россию, по расчетам за продовольствие её с товариществом Когана, Горвица и К°, по устройству военных сил в двух новосозданных государствах: Болгарии и автономной области Восточной Румелии.
Всегда хладнокровный, спокойный и нравственно уравновешенный, Имеретинский являлся необходимым дополнением к пылкому и стремительному Тотлебену, который не мог нахвалиться Государю неутомимою деятельностью, непреклонной твердостью воли и ясностью ума Имеретинского. Государь назначил Имеретинского своим генерал-адъютантом и в годовщину Ловчинского боя зачислил его в списки 5-го пехотного Калужского полка, та же он был зачислен и по Терскому казачьему войску. 2 июня 1879 года полевой штаб армии был окончательно расформирован, и Имеретинский был назначен начальником штаба главнокомандующего войсками гвардии и Санкт-Петербургского военного округа; 29 июля того же года Имеретинский был удостоен ордена св. Владимира 2-й степени.
Продолжительное пребывание его в штаб-квартире Рущукского отряда в декабре 1877 года и январе 1878 года снискало ему расположение цесаревича, и по вступлении императора Александра III на престол он был назначен главным военным прокурором и начальником главного военно-судного управления. На этом посту Имеретинский пробыл почти 12 лет, причём им были проведены пересмотры и существенные изменения военно-судного и дисциплинарного уставов; 30 августа 1891 года произведён в генералы от инфантерии и 1 января 1892 года он был назначен членом Государственного совета, а 1 января 1897 года — командующим войсками Варшавского военного округа и варшавским генерал-губернатором. Явившись на этом посту преемником И. В. Гурко, Имеретинский поставил своей задачей «доказать полякам на деле, что русская власть печется и заботится об их нуждах и пользах и всегда готова, насколько это от неё зависит, споспешествовать не только их материальным интересам, но и духовным их потребностям, под одним непременным условием, чтобы они пребывали верными подданными Императора Всероссийского, сознавая себя гражданами единого и нераздельного русского царства».
Имеретинский умер 17 ноября 1900 года в Петербурге; похоронен в Александро-Невской лавре на Лазаревское кладбище, рядом с графом и графиней Мордвиновыми, своими тестем и тещёй. Среди прочих наград он имел ордена св. Анны 2-й степени (30 августа 1866), св. Владимира 3-й степени (30 августа 1871), св. Станислава 1-й степени (26 февраля 1873), св. Анны 1-й степени (22 июня 1875), Белого Орла (30 августа 1882), св. Александра Невского (30 августа 1885, алмазные знаки к этому ордену пожалованы 30 августа 1888), св. Владимира 1-й степени (14 мая 1896).
- прапорщик (11.06.1855)[5]
- поручик (31.01.1857)
- штабс-капитан за боевое отличие (18.07.1858)
- подпоручик гвардии (01.10.1858)
- поручик гвардии (30.08.1860)
- штабс-капитан гвардии (23.13.1861)
- капитан за боевое отличие (08.03.1863)
- полковник (30.08.1864)
- флигель-адъютант (1867)
- генерал-майор (01.01.1872)
- генерал-лейтенант за боевое отличие (01.09.1877)
- генерал-адъютант (1878)
- генерал от инфантерии (30.08.1891)

российские:
- орден Святой Анны 2 ст. (1866)
- орден Святого Владимира 3 ст. (1871)
- орден Святого Станислава 1 ст. (1873)
- орден Святой Анны 1 ст. (1875)
- орден Святого Георгия 4 ст. (29.08.1877)
- орден Святого Георгия 3 ст. (29.10.1877)
- золотая сабля «За храбрость» (1877)
- орден Святого Владимира 2 ст. (1879)
- орден Белого Орла (1882)
- орден Святого Александра Невского (1885)
- алмазные знаки к ордену Святого Александра Невского (1888)
- орден Святого Владимира 1 ст. (1896)

иностранные:
- прусский орден Короны 2 ст. (1864)
- австрийский орден Франца Иосифа, большой крест (1873)
- прусский орден Красного орла 2 ст. со звездой (1874)
- сербский орден Таковского креста, большой крест (1878)
- сербская золотая медаль «За храбрость» (1878)
- румынская медаль «За воинскую доблесть» (1878)
- прусский орден Pour le Mérite (1879)
- румынский орден Звезды Румынии 2 ст. (1879)
- французский орден Почётного легиона, большой крест (1879)
- прусский орден Красного орла 1 ст. (1881)
- турецкий орден Османие 1 ст. (1881)
- греческий орден Спасителя 1 ст. (1881)
- австрийский орден Леопольда, большой крест (1881)
- датский орден Данеброг 1 ст. (1881)
- прусский орден Красного орла, большой крест (1888)
- итальянский орден Святых Маврикия и Лазаря, большой крест (1896)
- бриллиантовые знаки к австрийскому ордену Леопольда большой крест (1897)
- сиамский орден Белого слона 1 ст. (1897)
- румынский орден Звезды Румынии, большой крест (1899)
- испанский орден Красного креста (1900)

### Личная жизнь
Жена — графиня Анна Александровна Мордвинова (14.10.1841—1914), фрейлина двора (27.07.1861), дочь известного художника-пейзажиста А. Н. Мордвинова и наследница его коллекции живописи и графики, значительная часть которой поступила в Русский музей. Художница-любительница, ученица Шишкина, работы её выставлялись в «Первом дамском художественном кружке», учредительницей и членом которого она состояла. С 1890 года почетный вольный общник Академии художеств. За заслуги мужа была пожалована (22.08.1897) в кавалерственные дамы ордена Св. Екатерины (меньшого креста). По словам С. Ю. Витте, светлейшая княгиня была очень богатой и почтенной женщиной, которая жила весьма широко и обожала своего мужа. Князь был человек очень острого ума, способный, талантливый и культурный человек, но у него был один серьёзный недостаток, — это его пристрастие к женскому полу; недостаток этот отчасти и был причиной его внезапной смерти. Не имея детей, Имеретинская воспитала на правах дочери Ольгу Семеновну Осташенкову (ум.14.05.1907). В первом браке она была замужем за И. М. Пленом (1874—1953), который за порядочную сумму денег дал ей развод. В 1904 году Ольга Семеновна вышла замуж за врача Ф.  Ф. Шишмарева (1879—1942), которому оставила немалое наследство.